# NGC 1174
NGC 1174 est une galaxie spirale barrée située dans la constellation de Persée. Elle a été découverte par l'astronome germano-britannique William Herschel en 1786 et inscrite au catalogue NGC sous la désignation NGC 1186. Cette galaxie a aussi été observée le 31 août 1883 par l'astronome américain Lewis Swift et inscrite sous la désignation NGC 1186.

## Caractéristiques
Sa vitesse par rapport au fond diffus cosmologique est de 2 568 ± 13 km/s, ce qui correspond à une distance de Hubble de 37,9 ± 2,7 Mpc (∼124 millions d'al).
À ce jour, sept mesures non basées sur le décalage vers le rouge (redshift) donnent une distance de 32,471 ± 4,371 Mpc (∼106 millions d'al), ce qui est à l'intérieur des valeurs de la distance de Hubble. Notons cependant que c'est avec la valeur moyenne des mesures indépendantes, lorsqu'elles existent, que la base de données NASA/IPAC calcule le diamètre d'une galaxie et qu'en conséquence le diamètre de NGC 1174 pourrait être d'environ 44,1 kpc (∼144 000 al) si on utilisait la distance de Hubble pour le calculer.
La classe de luminosité de NGC 1174 est II-III et elle présente une large raie HI.

## Trou noir supermassif
Selon un article basé sur les mesures de luminosité de la bande K de l'infrarouge proche du bulbe de NGC 1174 (NGC 1186 dans l'article), on obtient une valeur de 107,5 {\displaystyle M_{\odot }} (32 millions de masses solaires) pour le trou noir supermassif qui s'y trouve.

## Groupe de NGC 1174
NGC 1174 (NGC 1186) est la plus brillante galaxie d'un trio de galaxies qui porte son nom. Les deux autres galaxies du groupe de NGC 1174 sont NGC 1171 et IC 284. (NGC 1174 est désigné comme étant NGC 1186 dans l'article de Garcia).